# Joaquim Alqueza i Puchol
Joaquim Alqueza i Puchol (27 de setembre del 1937) és un sacerdot i músic català.

## Biografia
Ha fet importants contribucions a la creació i renovació de formacions musicals com corals, cobles i bandes, i ha dut a terme una important tasca difusora entre els joves. Contribuí decisivament a la creació de les cobles Vila de Blanes, i Pare Mañanet de Blanes, escola on impartia classes des de 1964. El 1996 fou pregoner en el Trofeu Vila de Blanes i també va rebre la Creu de Sant Jordi.